# Paul von Gerich
Paul Bruno von Gerich, född 9 augusti 1873 i Helsingfors, död 3 februari 1951 i Fredrikshamn, var en finländsk militär och generallöjtnant.
Han tog studenten 1892 och genomgick Finska kadettkåren i Fredrikshamn 1892-1895, Nikolajska generalstabsakademin 1899-1901 och Intendenturakademin 1901-1902 Han tjänstgjorde från 1895 till 1917 vid Livgardets jägarregemente och deltog i första världskriget som kompanichef och bataljonschef. Han sårades under slaget vid Eliszabel och ånyo vid Korytnica. Därefter tjänstgjorde han som chef för reserv- och utbildningstruppförband och tog i oktober 1917 avsked från ryska armén som oduglig till fälttjänst. 
Paul von Gerich återvände till Finland och började organisera Sydösterbottens skyddskårer och deltog med dem i finska inbördeskrigets första skede. Från mitten av februari 1918 tjänstgjorde han vid högkvarterets utbildningsavdelning. 
Efter kriget var han chef för 2. Divisionen fram till april 1921, där han anställdes som chef för Helsingfors skyddskårsdistrikt. Han blev efter några månader tvungen att avgå sedan han i Hufvudstadsbladet publicerat en kritisk artikel angående militäralliansplanerna mellan Polen och Finland. Konsekvensen blev skyddskårskonflikten. Han erhöll dock 1929 generallöjtnants grad.
Paul von Gerich publicerade flera böcker och mindre skrifter om militärteknik, taktik och utbildning, däribland Tre år i fält (1918) och Lärobok i taktik (2 band, 1918).